# Fundacja Współpracy Polsko-Niemieckiej

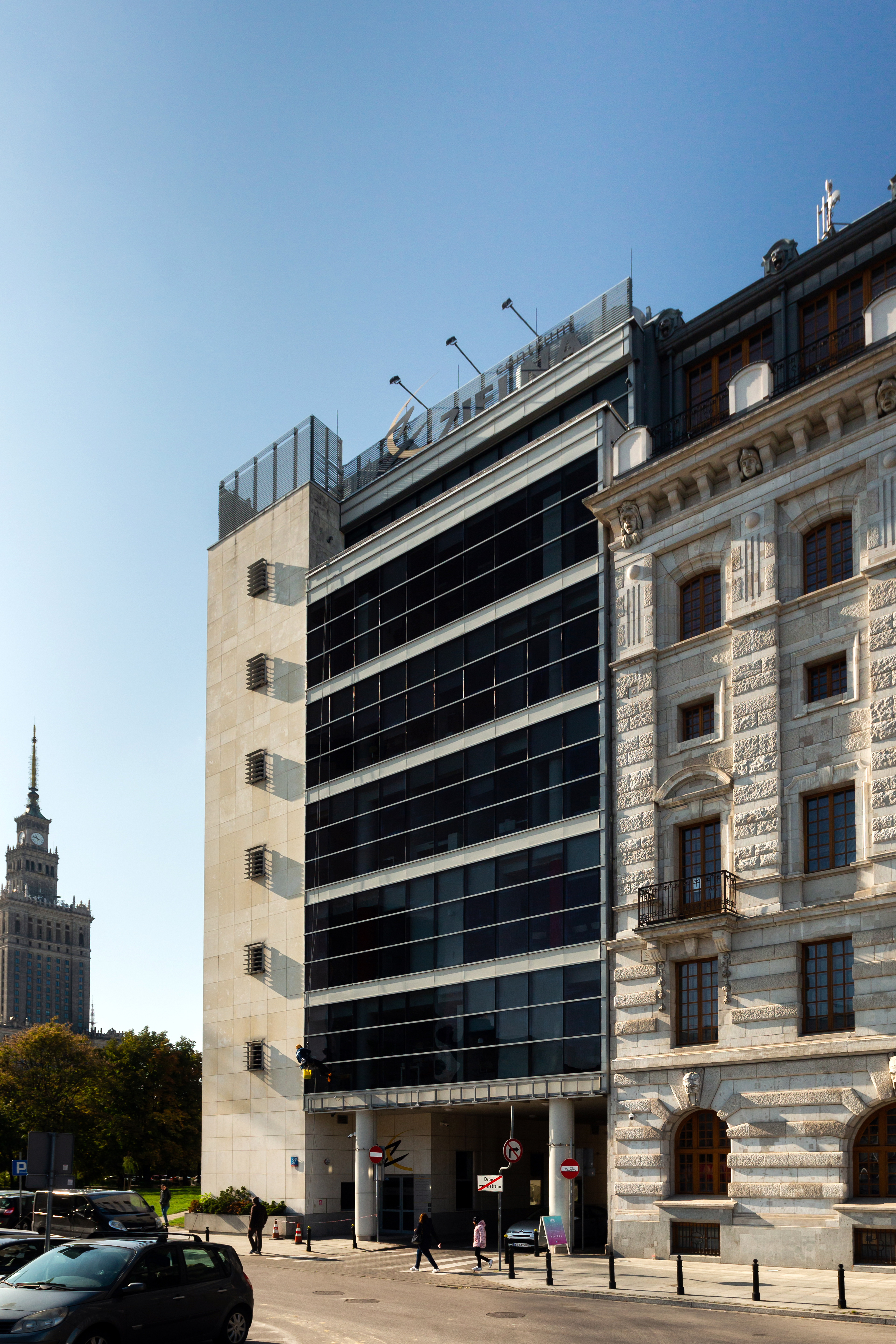
Główna siedziba FWPN w Warszawie

Fundacja Współpracy Polsko-Niemieckiej (FWPN; niem. Stiftung für deutsch-polnische Zusammenarbeit, ang. Foundation for German-Polish Cooperation) – organizacja powołana do życia w 1991 roku przez rządy Polski i Niemiec, wspiera finansowo przedsięwzięcia zbliżające oba narody.
Bilateralny Zarząd i Rada Fundacji powoływane są przez premiera Rzeczypospolitej Polskiej i kanclerza Republiki Federalnej Niemiec.
FWPN dofinansowała dotychczas 16 tysięcy projektów i współtworzyła tym samym podstawy porozumienia polsko-niemieckiego. Łączna kwota dotacji przyznanych od 1991 do 2021 wynosi 1 344 325 007 zł [312 633 722 Euro].
FWPN przyznaje dotacje w następujących obszarach: społeczeństwo (w tym gospodarka i środowisko), media i opinia publiczna, nauka, edukacja oraz kultura.
Poza działalnością dotacyjną, FWPN realizuje także projekty inicjowane przez siebie – we współpracy z organizacjami i instytucjami z obu krajów.
O historii projektów dofinansowanych i zrealizowanych na przestrzeni 30 lat opowiada seria spotów #30latFWPN w mediach społecznościowych (Facebook, Vimeo, YouTube).

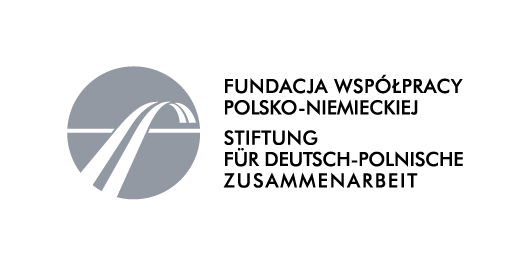
Logo FWPN

Główna siedziba Fundacji mieści się przy ul. Zielnej 37 w Warszawie. Fundacja posiada biuro w Berlinie.

## Stypendium im. Albrechta Lemppa
FWPN w 2013 roku powołał Stypendium im. Albrechta Lemppa. Celem stypendium jest "doskonalenie sztuki przekładu i pisania w duchu standardów literackich i translatorskich bliskich Albrechtowi Lemppowi oraz upamiętnienie jego wkładu do polsko-niemieckiej wymiany literackiej". Stypendium mogą otrzymać pisarze z Polski i Niemiec oraz niemieccy tłumacze literatury polskiej i polscy tłumacze literatury niemieckojęzycznej. Autorzy z Niemiec otrzymują miesięczne stypendium w Krakowie, a autorzy z Polski - w Berlinie.
Stypendium fundują Fundacja Współpracy Polsko-Niemieckiej, Instytut Książki oraz Literarisches Colloquium Berlin.
Laureaci:
- 2013 - Justyna Bargielska i Armin Senser
- 2014 - Tomasz Różycki i Paulina Schulz
- 2015 - Krystyna Dąbrowska i Tobias Schwartz
- 2016 - Renate Schmidgall i Marek Zagańczyk
- 2017 - Kira Pietrek i Mia Raben
- 2018 - Zyta Rudzka i Isabelle Lehn
- 2019 - Małgorzata Rejmer i Julia Wolf
- 2020 - Jakub Małecki i Susanne Fritz
- 2021 - Patrycja Pustkowiak i Leander Steinkopf
- 2022 - Anna Cieplak i Leon Engler
- 2023 - Dariusz Sośnicki i Antje Ritter-Miller
- 2024 - Christian Dittloff, Natalia Malek i Daniel Odija
- 2025 - Aleksandra Tarnowska i Katharina Bendixen[7]